# Il mondo di Alex
Il mondo di Alex (Alex in Wonderland) è un film del 1970 diretto da Paul Mazursky.
È una commedia drammatica statunitense con Donald Sutherland e Ellen Burstyn.

## Produzione
Il film, diretto da Paul Mazursky su una sceneggiatura dello stesso Mazursky e di Larry Tucker, fu prodotto da Tucker per la Coriander Productions.

### Il cameo di Fellini
Il regista Paul Mazursky così ha raccontato in una intervista come fece per ottenere la partecipazione di Fellini, poi divenuto suo amico:

## Distribuzione
Il film fu distribuito con il titolo Alex in Wonderland negli Stati Uniti nel dicembre 1970 al cinema dalla Metro-Goldwyn-Mayer.
Altre distribuzioni:
- in Australia nel febbraio del 1971
- in Spagna il 30 ottobre 1972 (El fabuloso mundo de Alex)
- in Germania Ovest il 28 ottobre 1982 (in TV) (Alex im Wunderland)
- in Ungheria (Alex Csodaországban)
- in Italia (Il mondo di Alex)
- in Polonia (Alex w krainie czarów)
- in Portogallo (Alex no País das Maravilhas)

## Critica
Secondo il Morandini il film è "curioso e qua e là graffiante, ma manca di idee, di invenzioni, di vigore".